# Ripley (Ohio)
Ripley és una població dels Estats Units a l'estat d'Ohio. Segons el cens del 2000 tenia 1.745 habitants.

## Demografia
Segons el cens del 2000, Ripley tenia 1.745 habitants, 745 habitatges, i 467 famílies. La densitat de població era de 667,1 habitants/km².
Dels 745 habitatges en un 28,9% hi vivien nens de menys de 18 anys, en un 44% hi vivien parelles casades, en un 16,2% dones solteres, i en un 37,2% no eren unitats familiars. En el 32,8% dels habitatges hi vivien persones soles el 16,9% de les quals corresponia a persones de 65 anys o més que vivien soles. El nombre mitjà de persones vivint en cada habitatge era de 2,34 i el nombre mitjà de persones que vivien en cada família era de 2,97.
Per edats la població es repartia de la següent manera: un 24,9% tenia menys de 18 anys, un 9,2% entre 18 i 24, un 26,3% entre 25 i 44, un 21,9% de 45 a 60 i un 17,8% 65 anys o més.
L'edat mediana era de 38 anys. Per cada 100 dones de 18 o més anys hi havia 79,8 homes.
La renda mediana per habitatge era de 30.000 $ i la renda mediana per família de 39.330 $. Els homes tenien una renda mediana de 29.318 $ mentre que les dones 20.977 $. La renda per capita de la població era de 15.268 $. Aproximadament l'11,7% de les famílies i el 15,5% de la població estaven per davall del llindar de pobresa.

## Poblacions més properes
El següent diagrama mostra les poblacions més properes.